# Pont-de-Roide-Vermondans
Pont-de-Roide-Vermondans is een gemeente in het Franse departement Doubs (regio Bourgogne-Franche-Comté). De plaats maakt deel uit van het arrondissement Montbéliard. Tot 5 december 2014 heette de gemeente Pont-de-Roide. Pont-de-Roide-Vermondans telde op 1 januari 2022 3.971 inwoners.

## Geografie
De oppervlakte van Pont-de-Roide-Vermondans bedraagt 13,58 vierkante kilometer; de bevolkingsdichtheid is 304 inwoners per km² (per 1 januari 2019).
De onderstaande kaart toont de ligging van Pont-de-Roide-Vermondans met de belangrijkste infrastructuur en aangrenzende gemeenten.

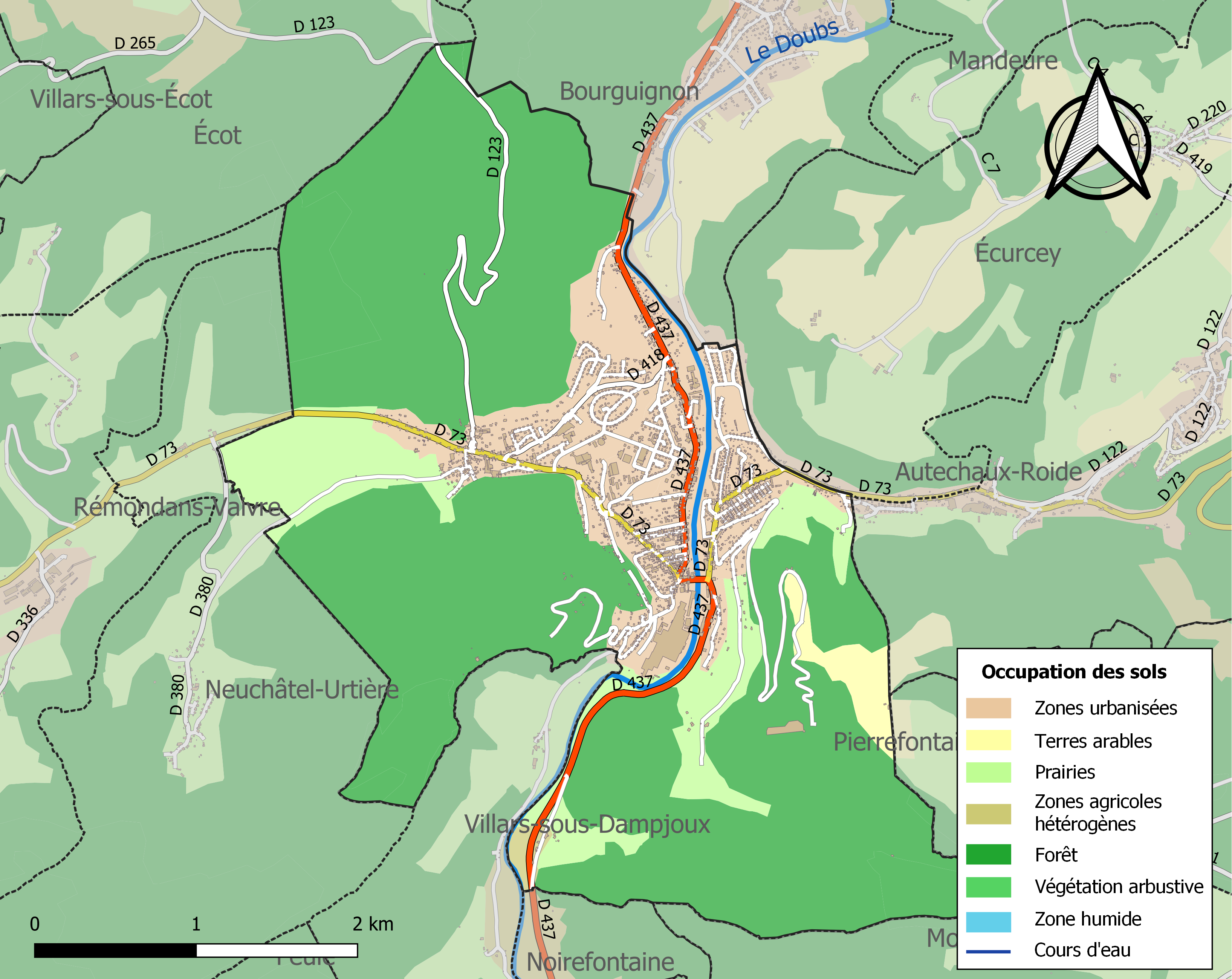

## Demografie
Onderstaande figuur toont het verloop van het inwonertal (bron: INSEE-tellingen).

## Geboren
- Jules Bonnot (1876-1912), Frans anarchist, en leider van de ‘Bonnot-bende’